# Koernaria paesleri
Koernaria paesleri är en rundmaskart. Koernaria paesleri ingår i släktet Koernaria och familjen Diplogasteridae. Inga underarter finns listade i Catalogue of Life.